# Брумманет-эль-Машайих
Брумманет-эль-Машайих (араб. برمانة المشايخ‎) — небольшой город на северо-западе Сирии, расположенный на территории мухафазы Тартус. Входит в состав района Эш-Шейх-Бадр. Является центром одноимённой нахии.

## Географическое положение
Город находится в восточной части мухафазы, в предгорьях южной оконечности хребта Ансария, на высоте 809 метров над уровнем моря.

Брумманет-эль-Машайих расположен на расстоянии приблизительно 27 километра к северо-востоку от Тартуса, административного центра провинции и на расстоянии 162 километров к северо-северо-западу (NNW) от Дамаска, столицы страны.

## Население
По данным официальной переписи 2004 года численность населения города составляла 3666 человек (1825 мужчин и 1841 женщина).

## Транспорт
Ближайший гражданский аэропорт — Международный аэропорт имени Басиля Аль-Асада.